# وایمار

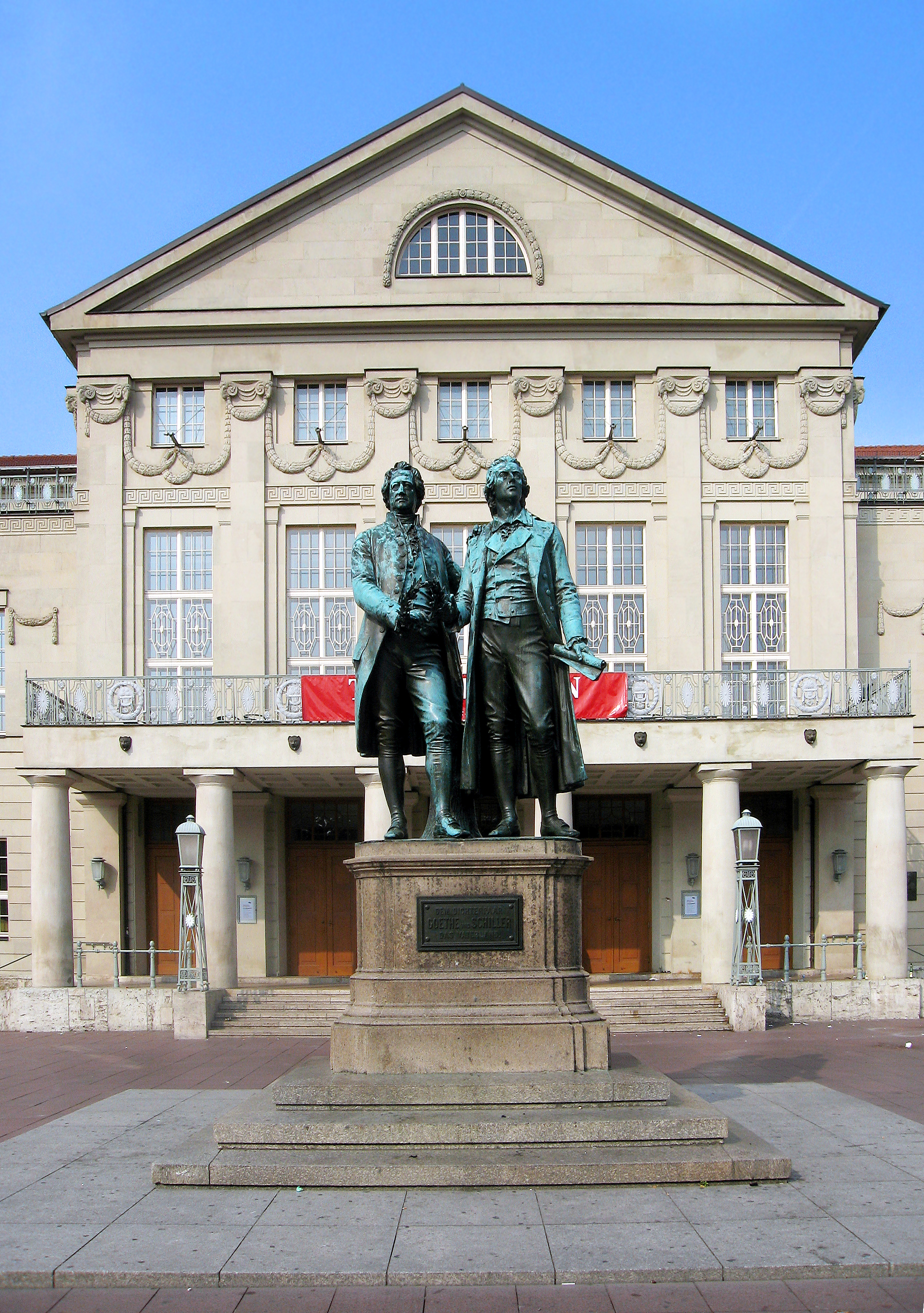
تئاتر ملی آلمان واقع در مجموعه سنت‌گرایی وایمار

وایمار (به آلمانی: Weimar) شهری است فرهنگی که در مرکز آلمان و در ایالت تورینگن واقع شده‌است. این شهر با حدود ۶۵٬۰۰۰ نفر جمعیت (بر اساس آمار سال ۲۰۰۷) در شمال جنگل تورینگن، شرق شهر ارفورت و جنوب غربی شهرهای لایپزیگ و هاله قرار دارد. اولین بار در سال ۸۹۹ از وایمار در متون تاریخی نام برده شده‌است. این شهر همچنین خواهر خوانده شهر شیراز می‌باشد.
وایمار همچنین به علت تأسیس جمهوری وایمار (۱۹۳۳–۱۹۱۹) در آن دارای اهمیت تاریخی است.
دانشگاه وایمار با نام کامل دانشگاه باوهاوس وایمار (به آلمانی: Bauhaus-Universität weimar) عمدتاً در رشته‌های راه و ساختمان، معماری و هنر فعال است. یک دانشسرای عالی موسیقی به نام فرانتس لیست (Hochschule für Musik Franz Liszt) نیز در وایمار وجود دارد. در سال ۱۹۹۹ میلادی وایمار، توسط یونسکو، به عنوان پایتخت فرهنگی اروپا انتخاب گردید.

## تاریخ

### سده‌های ۱۸ و ۱۹
وایمار یکی از مهم‌ترین شهرهای فرهنگی اروپا محسوب می‌شود. اقامت و فعالیت بسیاری از مشاهیر ادبی و فرهنگی آلمان همچون گوته، شیلر، هردر و یوهان سباستین باخ و موسیقیدانانی چون هومل (از شاگردان موتزارت) و فرانتس لیست در این شهر سبب افزایش اهمیت آن به عنوان یک مرکز فرهنگی در آلمان و اروپا بوده‌است. آرامگاه گوته (که بخشی از میانسالی و سال‌های پایانی عمرش را در وایمار گذراند) و شیلر و همچنین گنجینه کتابهایشان در این شهر قرار دارد.

### جمهوری وایمار
دوره تاریخ آلمان در بین سال‌های ۱۹۱۹ تا ۱۹۳۳ را معمولاً با نام جمهوری وایمار می‌شناسند. در این سال‌ها تشکیلات دولتی از پایتخت، برلین، به وایمار انتقال یافته بود. دلیل این انتقال شورش‌های خیابانی مرسومی بود که بعد از انقلاب ۱۹۱۸ شهر برلین را به محلی ناامن برای برگزاری جلسات قانون گذاری تبدیل کرده بود.
وایمار در کنار دسائو یکی از مراکز جنبش باوهاس بوده و خانه‌های هنر و گالری‌ها همچنین موزه‌ها و تئاتر ملی آلمان دانشگاه باوهاس و مدرسه موسیقی لیست بسیاری از دانشجویان، هنردوستان، موسیقیدانان، مهندسین و معماران را به سمت وایمار جذب می‌کنند.

### جنگ جهانی دوم
در طول جنگ جهانی دوم اردوگاهی با نام بوخن‌والد (به آلمانی: Buchenwald) در فاصله ۸ کیلومتری از مرکز شهر وایمار قرار داست. بیش از ۵۵۰۰۰ زندانی تحت شعار «هر کسی را داشته‌اش» در این بازداشتگاه به کار اجباری برای صنایع محلی (کارخانه صنایع نظامی ویلهلم گوستلوف - Wilhelm-Gustloff-Werk) گمارده بودند.

### جمهوری دمکراتیک آلمان
در بین سال‌های دوپارگی آلمان، ۱۹۴۹ تا ۱۹۹۰، وایمار تحت سلطه جمهوری دمکراتیک آلمان قرار داشت.

### سال‌های اخیر
در سال ۱۹۹۹ یونسکو وایمار را به عنوان پایتخت فرهنگی اروپا انتخاب کرد. در ۳ سپتامبر ۲۰۰۴ کتابخانه آنا آمیلیا طعمه حریق شد. یک کتاب مقدس مربوط به سال ۱۵۳۴ از آتش‌سوزی در امان ماند. خسارت ناشی از آتش‌سوزی میلیون‌ها دلار برآورد شد. تعداد کتاب‌های این کتابخانه بیش از ۱ میلیون جلد بود که ۴۰ تا ۵۰ هزار جلد از آن‌ها بر اثر آتش‌سوزی از بین رفتند. کتابخانه که قدمت آن به سال ۱۶۹۱ بر می‌گردد، متعلق به میراث جهانی یونسکو و یکی از قدیمی‌ترین کتابخانه‌های اروپاست. این آتش‌سوزی فقدان فرهنگی بزرگی برای آلمان، اروپا و حتی جهان محسوب می‌گردد. تعدادی از کتاب‌ها برای جلوگیری از پوسیدگی در شهر لایپزیگ در معرض شوک سرمایی قرار گرفتند.

## شخصیت‌های مهم ساکن در وایمار
- یوهان سباستین باخ
- یوزی گال
- هکتور برلیوز
- مارلنه دیتریش
- یوهان ولفگانگ گوته
- والتر گروپیوس
- واسیلی کاندینسکی
- پل کله
- فرانتس لیست
- مارتین لوتر
- فریدریش نیچه
- فریدریش شیلر
- آرتور شوپنهاوئر
- رودولف اشتاینر
- ریچارد اشتراوس
- ریچارد واگنر

## آموزش
- دانشگاه باوهاوس وایمار
- مدرسه موسیقی لیست وایمار

## موزه‌ها و جاهای دیدنی
- کتابخانه آنا آمالیا Anna-Amalia-Bibliothek
- خانه گوته
- خانه شیلر
- خانه سپیدار بلند Haus Hohe Pappeln
- خانه آلبرت شوایتزر
- خانه کیرمس کراکا Kirams-Krackow
- تئاتر ملی آلمان
- قلعه شهر
- موزه جدید وایمار
- موزه باوهاوس
- موزه شهر وایمر